# Йохансдоттер, Кристина
Кристина Йохансдоттер (швед. Christina Johansdotter; ум. 1740) ― шведская убийца. Умертвила ребёнка своей подруги с единственной целью, чтобы её саму затем казнили.

## Убийство
Дело Кристины Йохансдоттер было передано в суд Стокгольма в 1740 году. Её обвинили в том, что она убила младенца своей подруги, обезглавив того топором. Кристина в этот момент была безработной, явно находилась в депрессии, и на какое-то время изолировала себя от общества.
Она свободно созналась в своём преступлении и чётко объяснила свой мотив суду. По её словам, она была сильно влюблена в своего жениха, и когда он умер, она потеряла всякую волю к жизни и решила последовать за ним в могилу. Она стала думать о самоубийстве, но поскольку церковь учила, что оно является путём в ад, то там она никогда не увидит своего жениха: а он, несомненно, был на небесах. Раздумывая, как решить эту проблему, она стала невольным свидетелем обезглавливания женщины, осуждённой за детоубийство. После этого решение стало для неё ясным. Убийство взрослого не всегда вело к смертному приговору, но убийство ребёнка ― без исключений. При этом после признания и раскаяния в совершении преступления даже убийцы прощаются за свои грехи.  Поэтому она решила, что совершит это преступление, исповедуется, покается, будет казнена, и, наконец, снова увидит своего жениха, когда они воссоединятся на небесах.
С этой целью она пошла к подруге, попросила её дать понянчить ребёнка, вышла с ним на улицу и отрубила ему голову топором. Наказанием за детоубийство в Швеции в это время было обезглавливание с последующим публичным сожжением трупа на костре.

## Исторический контекст
Случаи, подобные этому, в то время были довольно распространённым явлением; убийство ребёнка было обычным методом, используемым многими самоубийцами. Причины этому были по своей сути религиозными. Согласно вероучению церкви, самоубийство является грехом и путём в ад; однако человек, который признался и раскаялся в своём преступлении, должен попасть в рай. Дети обычно были идеальными жертвами: они не могли оказать серьёзного сопротивления, а также, что важно, сами считались свободными от греха. В Швеции в XVIII веке желание совершить самоубийство было вторым самым распространённым мотивом детоубийства. На первом месте стояли незамужние женщины, удушавшие новорожденных.
Эти самоубийства посредством казни за преступление представляют собой довольно своеобразный исторический феномен. Вообще в конце XVII века казни в Стокгольме стали носить торжественный характер; осужденные и их семьи покупали для этого специальные костюмы, белые или чёрные, украшенные вышивкой и лентами, и платили за эскорт осужденных к месту казни на Сканстулле.
Власти относились с неодобрением к подобному отношению, поскольку целью казни было внушение страха людям, а театрализованные представления вызывали у зрителей симпатию к осужденным самоубийцам, особенно если они были женщинами.
Чтобы исправить положение, правительство издало закон, призванный восстановить предполагаемый устрашающий эффект от казней. Он вступил в силу в 1754 году, через четырнадцать лет после казни Йохансдоттер. С того момента каждый, кто был признан виновным в совершении убийства по мотиву самоубийства путём казни, должен был стоять на эшафоте в течение двух дней с доской, где указано его преступление. После этого его секли кнутом и вели на казнь с завязанными глазами.
Этот закон не возымел большого эффекта. Король Швеции Густав III даже подумывал заменить смертный приговор пожизненным заключением для женщин-убийц ― просто потому, что существовавшее наказание не имело ожидаемого сдерживающего эффекта.